# Adam Kraus
Adam Kraus (* 9. srpna 1982 Praha) je český herec a divadelní režisér.

## Život
Pochází z umělecké rodiny. Jeho matka je česká herečka a výtvarnice Jana Krausová a otec Jan Kraus je herec a moderátor. Má také staršího bratra Davida Krause, který se věnuje hudbě.
Studoval na DAMU obor herectví, činohra (2009–2011).

## Filmografie

### Divadelní režie
divadelní hry
- Philippe Claudel: O lásce (hrají: Jana Krausová a Karel Roden); Studio DVA; premiéra: 6. září 2009 v Divadle Palace
- Eva Prchalová, Adam Kraus: Prší (hrají: Jana Krausová /Ema/, Karel Roden /Emil/ a Marian Roden /Cyril/); Studio DVA; premiéra: 3. červenec 2011 Letní scéna Vyšehrad v Praze
- Oscar Wilde: Slavík a růže (hrají: Adam Kraus, Jana Krausová); Studio DVA; premiéra: 14. srpen 2012 Letní scéna Vyšehrad v Praze

### Herectví
- Modrý drak (2012)
- O pokladech (2011)
- Piko (Honza) (2010)
- Ordinace v růžové zahradě 2 (2014)
- Modrý kód (2018)

### Kameraman
- Legalizace.cz (2008)